# Лихорадка субботнего вечера (мюзикл)
Лихорадка субботнего вечера (англ. Saturday Night Fever) — мюзикл, поставленный по книге Ника Кона, фильму Лихорадка субботнего вечера, и основанный на песнях легендарной диско-группы Bee Gees. Сюжет рассказывает о жизни бруклинского парня Тони Манеро, который днём работает в магазине красок, а всё свободное время проводит танцуя на дискотеках в ночном клубе. В стремлении сделать из мюзикла семейное шоу из сценария были убраны сцены, связанные с жестокостью и наркотиками, присутствующие в фильме.

## Постановки
Первая постановка мюзикла состоялась в 1998 году. Бюджет составил 4 миллиона фунтов стерлингов, режиссёром была Арлен Филипс. Премьера состоялась 5 мая 1998 года в Лондоне, в театре Лондон Палладиум, представления продолжались на протяжении почти двух лет. В роли Тони выступал Адам Гарсиа, роль Стефани исполняла Анита-Луиза Кумби. Мюзикл получил три номинации на премию Лоуренса Оливье, самую престижную театральную награду Великобритании: Лучший актёр, Лучший хореограф, и Лучший новый мюзикл.
21 октября 1999 года состоялась премьера мюзикла на Бродвее, где труппа отыграла 501 представление. Режиссировала постановку также Арлен Филипс, роль Тони досталась Джеймсу Карпинеро, роль Стефани сыграла Пейдж Прайс.
Повторная премьера обновлённой постановки в Лондоне состоялась 6 июля 2004 года в театре Аполло Виктория, после чего последовал продлившийся до августа 2006 года тур по Великобритании. В труппу вошли Стефан Анелли в роли Тони и Зой Эбсуорт в роли Стефани.
В 2007 году показ мюзикла состоялся в Южной Корее и на Тайване. Труппа базировалась на гастрольном составе 2005/2006 годов, главные роли исполняли Шон Маллиган (Тони) и Джейд Уэстеби (Стефани). Гастроли завершились 27 марта 2007 года.
С 19 февраля по 30 августа 2009 года проходила премьера испанской постановки мюзикла, которая состоится в Театро Колизеум, Мадрид. Главные роли исполнят Хуан-Пабло Ди Пейс и Беатрис Альварес Рос. 6 декабря того же года мюзикл отправился в турне по Испании.

## Песни
| Действие I - Stayin' Alive - Boogie Shoes (Music and lyrics by Harry Casey and Richard Finch) - Disco Inferno (Music and lyrics by Leroy Green and Ron Kersey) - Night Fever - Disco Duck (Music and lyrics by Rick Dees) - More Than a Woman - If I Can’t Have You - It’s My Neighborhood - You Should Be Dancing | Действие II - Jive Talkin' - First and Last/Tragedy - What Kind of Fool (Music and lyrics by Albhy Galuten and Barry Gibb) - Nights on Broadway - Night Fever (Reprise) - Open Sesame (Music and lyrics by Ronald Bell) - More Than a Woman - Salsation (Music and lyrics by David Shire) - Immortality - How Deep Is Your Love |

В постановке 2004 года порядок изменился и стал выглядеть следующим образом:

| Действие 1 - Overture - Stayin Alive - Nightfever (1) - Stayin Alive (1) - Boogie Shoes - Underscore Music - Disco Inferno - Dance Backing - Nightfever - Disco Duck - More than a Woman - Words - Boogie Shoes (Reprise) - It’s My Neighbourhood - You should be Dancing | Действие 2 - Jive Talkin - More than a Woman (Reprise) - First and Last Tragedy - Stayin Alive (Reprise) - Tragedy (Reprise) - How deep is your love (1) - If i can’t have you - Nights on Broadway - Open Sesame - More than a Woman - Salsation - Immortality - Manhatten Skyline/Jive Talkin (Underscore) - How deep is your Love - Megamix |